# 时间足够你爱
《时间足够你爱》（英語：Time Enough For Love）是美国科幻作家罗伯特·海因莱因于1973年首次出版的长篇科幻小说，获得1973年星云奖最佳长篇小说提名和1974年雨果奖最佳长篇小说提名、軌跡獎最佳长篇小说提名。

## 故事简介
故事从霍华德家族的“老祖”、人类最古老的成员拉撒路·龙于大散居后的2053年（公元4272年）到达塞昆德斯星球新罗马市的霍华德回春诊所开始，讲述了他在两千多年的漫长一生中诸多往事，包括在布莱斯德买下身为奴隶的“镜子双胞胎”乔和丽塔并帮助他们在瓦尔哈拉成家立业、与养女多拉在幸福谷开荒种田但最终因多拉逝世而分离等。在故事的尾声中，他为体验生活穿越时空却错误穿越到了1916年，然后在第一次世界大战的西线身负重伤并最终被他的未来后代们救回。
故事中穿插了两块名为“拉撒路·龙的笔记本内容摘录”的“幕间休息”部分，内容为分条的语录。

## 评价
《时间足够你爱》被认为是罗伯特·海因莱因后期最重要的作品，获得了星云奖、雨果奖、轨迹奖等科幻大奖的提名但均未获奖。也有读者认为小说浓重的说教味和冗长繁复的故事令人感到疲倦。